# Lawrence Johnson
Lawrence Johnson (ur. 7 maja 1974 w Norfolk) – amerykański lekkoatleta, tyczkarz. 
Dwukrotnie startował w igrzyskach olimpijskich: Atlanta 1996 oraz Sydney. Podczas swojego drugiego olimpijskiego występu zdobył srebrny medal. Ma w swoim dorobku także dwa medale halowych mistrzostw świata: srebrny z 1997 i złoty z 2001. Rekordy życiowe: stadion: 5,98 (25 maja 1996, Knoxville); hala: 5,96 (3 marca 2001, Atlanta).

## Osiągnięcia
| Rok  | Impreza                              | Miejsce  | Lokata     | Wynik |
| ---- | ------------------------------------ | -------- | ---------- | ----- |
| 1993 | Mistrzostwa panamerykańskie juniorów | Winnipeg | 1. miejsce | 5,30  |
| 1995 | Uniwersjada                          | Fukuoka  | 2. miejsce | 5,60  |
| 1996 | Igrzyska olimpijskie                 | Atlanta  | 8. miejsce | 5,70  |
| 1997 | Halowe mistrzostwa świata            | Paryż    | 2. miejsce | 5,85  |
| 1997 | Finał Grand Prix IAAF                | Fukuoka  | 5. miejsce | 5,60  |
| 2000 | Igrzyska olimpijskie                 | Sydney   | 2. miejsce | 5,90  |
| 2001 | Halowe mistrzostwa świata            | Lizbona  | 1. miejsce | 5,95  |